# Vernouillet (Yvelines)
Vernouillet è un comune francese di 9 580 abitanti situato nel dipartimento degli Yvelines nella regione dell'Île-de-France.

## Società

### Evoluzione demografica
Abitanti censiti